# Oedalea testacea
Oedalea testacea är en tvåvingeart som beskrevs av Axel Leonard Melander 1927. Oedalea testacea ingår i släktet Oedalea och familjen puckeldansflugor. Inga underarter finns listade i Catalogue of Life.